# Estadio André Kamperveen
El Estadio André Kamperveen es un estadio multipropósito ubicado en Paramaribo, Surinam.  Actualmente el estadio es utilizado principalmente para partidos de fútbol.
Dicho estadio cuenta con una capacidad para 7000 personas. Abierto originalmente como Estadio Surinam, el estadio recibió más tarde el nombre del futbolista André Kamperveen (n.1924), asesinado en diciembre de 1982.